# Valea Vâlsanului
Valea Vâlsanului este o arie protejată de interes național ce corespunde categoriei a IV-a IUCN (rezervație naturală de tip mixt), situată în județul Argeș, pe teritoriul administrativ al comunelor Arefu, Brăduleț, Mușătești și Nucșoara.

## Localizare
Aria naturală se află în Carpații Meridionali, în partea sudică a Munților Făgăraș, în bazinul hidrografic al râului Vâlsan (până la vărsarea acestuia în râul Argeș), acoperind o parte din Podișul Getic.

## Descriere
Rezervația naturală întinsă pe o suprafață de 10.000 de hectare, a fost  declarată arie protejată prin Legea Nr.5 din 6 martie 2000 (privind aprobarea Planului de amenajare a teritoriului național - Secțiunea a III-a - zone protejate) și reprezintă arealul (de interes floristic, faunistic și peisagistic) aflat în bazinul hidrografic (amonte de satul Brădetu, până la confluența cu râul Argeș, cuprinzând două sectoare: montan și subcarpatic) al Văii Vâlsanului (cu afluenții de dreapta: Izvorul Dimei, Izvorul Popii, Robaia, Toplița, valea Bunești și cei de stânga: valea Zănoguța, Dobroneagu și valea Cheii); cuprins între cel al Argeșului și bazinul râului Doamnei.

## Biodiversitate
Rezervația „Valea Vâlsanului” prezintă o arie naturală cu o diversitate floristică și faunistică ridicată, exprimată atât la nivel de specii cât și la nivel de ecosisteme terestre și acvatice.

### Floră

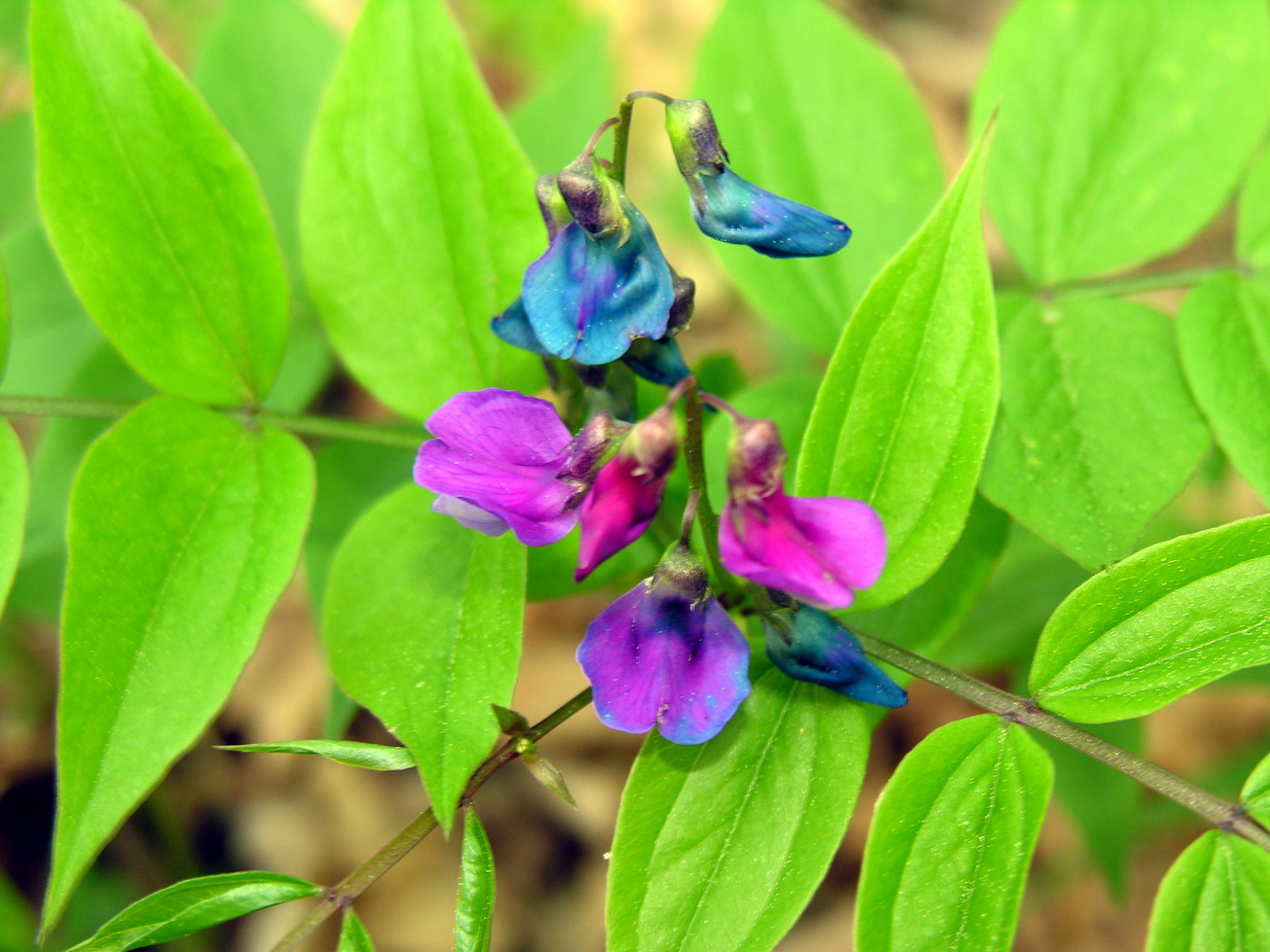
Pupezele (Lathynus vernus)

Flora ariei protejate are în componență elemente vegetale distribuite etajat, în concordanță cu structura geologică, caracteristicile solului și climei, structurii geomorfologice sau altitudinii și cupride specii arboricole de: fag (Fagus sylvatica), gorun (Quqrcus patrea), gârniță (Quercus frainetto), mesteacăn (Betula pendula), frasin (Fraxinus excelsior), iar pe maluri sunt întâlnite specii de: salcie căprească (Salix capreea), plop tremurător (Populus pendula) sau anin negru (Aninus glutinosa).
La nivelul ierburilor vegetează specii floristice de: țăpoșică (Nardus stricta), păiuș roșu (Festuca rubra), iarba câmpului (Agrostis capillaris), brândușă de toamnă (Colchicum autumnale), mărgică (Melica uniflora), păștiță (Anemone nemerosa), drăgaică (Galium verum), pupezele (Lathyrus vernus), iarbă deasă (Poa nemoralis).

### Faună
Fauna este reprezentată de mai multe specii de mamifere, păsări, pești, amfibieni și insecte; astfel:
Mamifere: urs brun (Ursus arctos), cerb (Cervus elaphus L.), căprioară (Capreolus capreolus), capră neagră (Rupicapra rupicapra), mistreț (Sus scrofa), lup (Canis lupus), Vulpe (Vulpes vulpes crucigera), vidră de râu (Lutra lutra), pisică sălbatică (Felis silvestris silvestris), râs eurasiatic (Lynx lynx), jder de copac (Martes martes), veveriță (Sciurus carolinensis);
Păsări: mierla (Turdus merula), cinteză (Fringilla coelebs), pițigoi (din familia Fringillidae), ciocănitoare (din familia Picidae), sturzul de vâsc (Turdus viscivorus);
Amfibieni: ivorașul-cu-burta-galbenă (Bombina variegata), salamandra de foc (Salamandra salamandra), broasca-roșie-de-munte (Rana temporaria); 
Pești cu specii de: păstrăv (Salmo trutta), zglăvoc (Cottus gobio), clean (Squalius cephalus), nisipariță (Sabanejewia romanica), grindel (Barbatula barbatula), mreană vănătă (Barbus meridionalis, precum și o specie unică în lume, cunoscută sub denumirea populară de asprete (Romanichthys valsanicola).

## Obiceiuri și tradiții pe Valea Vâlsanului

### Jocul caprei în Valea Vâlsanului-Argeș
Jocul caprei este un obicei de Anul Nou din Valea Vâlsanului. Încărcată în trecut cu semnificații apotropaice, magice, Capra aduce, în casele din Vâlsan, un spectacol comis și o urare tradițională.
În Valea Vâlsanului, jocul caprei este relativ recent, fiind introdus după încheierea primului război mondial, de către soldații care participaseră la lupte în Moldova. Tinerii ostași din Vâlsan, plecați în număr mare în Moldova în timpul războiului, au asistat în mai multe rânduri la jocurile de capră, fiind cuceriți de spectaculozitatea lor. La întoarcerea în sate, ei au introdus, în repertoriul celorlalte obiceiuri și tradiții de Anul Nou, jocul caprei. La introducerea capre, tinerii au preluat elementele esențiale ale spectacolului și au creat un joc echilibrat, în spiritul jocurilor dramatice muntenești.
Treptat, jocul Caprei a interesat tot mai mult comunitățile de oameni din Vâlsan și s-a extins aproape pretutindeni. În sudul zonei (Stroiești, Costești, Mălureni, Bădiceni, Zărnești, Bunești și Valea Mărului), unde receptivitatea oamenilor era mai mare, jocul era reprezentat cel mai bine. Aici, la permanentizarea lui, au contribuit practic, prin exemple personale, înșiși moldovenii, veniți ca muncitori forestieri - în perioada interbelică și postbelică - la pădurile locale. În nordul zonei (Brădet, Brăduleț, Galeș, Mușătești), unde oamenii erau mai rezervați la introducerea noului, jocului caprei era reprezentat mai slab. Aici, oamenii vârstnici manifestau o atitudine ostilă față de capră, numai pe considerentul că era adusă din altă zonă.
În perioada postbelică, jocul s-a lărgit și s-a diversificat în comunitățile sătești.   
Astăzi, jocul caprei cunoaște trei tipuri distincte: I. Tipul nordic. II. Tipul sudic și III. Tipul Costești-Vâlsan. Numele tipurilor este împrumutat de la denumirea pozițiilor geografice ale zonei. Aceste tipuri distincte, aflate în perioada interbelică în faza de cristalizare, s-a desăvârșit în perioada postbelică, datorită unor factori socio-culturali și gusturilor artistice ale comunităților sătești. Cele trei tipuri posedă fiecare o individualitate produsă de numărul și distribuția personajelor, de componenta și ordinea momentelor jocului și de arta jocului scenic, dar și elemente comune, ca de exemplu durata pregătirilor, masca anumitor personaje, interes pentru un joc spectaculos, funcția jocului în viața comunităților.   
I. TIPUL NORDIC
Aria lui de răspândire se situează în nordul văii Vâlsanului, în satele din zona montană. În satele respective se formează, de obicei, la fiecare an, câte 1-2 capre într-un sat, după întinderea și populația lui. Jocul se desfășoară în noaptea (Brădet, Brăduleț) și în ziua de Anul Nou (Mușătești, Robaia).   
Data desfășurării jocului este precedată de perioada pregătirii febrile, cu o durată de 2 săptămâni. În această perioadă se formează grupuri cu tinerii participanți, cu vârsta cuprinsă între 15-18 ani sau chiar 20-25 de ani, ca în Robaia, potrivit aptitudinilor lor artistice de a interpreta personajele din jocul caprei. Odată stabilite componența grupului și distribuția personajelor, se trece la discutarea elementelor mascării individuale, masca de capră, costumația personajelor, obiecte rituale (bâte, lanțuri, elementele mascării sunt lucrate (capul caprei, bâte) și împrumutate (lanțuri, clopoței, oglindă, mărgele, haine) de tineri, individual, fie de la familie, fie de la rude.   
Pregătirea se încheie cu repetiția jocului (cântecul caprei, mimarea caprei), desfășurată în zilele de Ajun ale Anului Nou. Accentul deosebit cade pe jocul ritmic și inventiv al caprei. În plus, flăcăul mascat în capră trebuie să-și formeze acum deprinderile prestării unui joc de lungă durată și cu scurte pauze.   
La tipul nordic, personajele jocului caprei sunt - în ordinea importanței lor - următoarele: 1. capra, 2. stăpânul și 3. cântărețul.       
Capra deține locul dominant în joc. Masca și jocul ei din scenă atrag spre ea privirile tuturor spectactorilor. De aceea, pe cât posibil, masca caprei imită în spirit grotesc masca animalului. Capul caprei este lucrat din lemn rezonabil, fiind compus din două părți: maxilarul inferior, mobil, pe care este prinsă o limbă, și maxilarul superior, imobil, cu nas, ochi, frunte. Coarnele și urechile sunt autentice (Brăduleț, Robaia) sau confecționate din lemn și acoperite cu hârtie (Zărnești). Gura se vopsește în roșu, iar cele două maxilare sunt prinse cu balamale. Capul caprei este vopsit în roșu (Brăduleț, Robaia, Mușătești) sau acoperit cu blană de capră (Costești, Zărnești), i se face o stea în frunte și se împodobește cu cercei la urechi, cu 2 clopoței la coarne, uneori cu o salbă de clopoței, cu un șir de mărgele la gât sau la coarne și cu beteală. Capul este înșurubat într-o bâtă iar de falca de jos se prinde o sfoară. Prin mișcarea cu agilitate a maxilarului inferior se produce un clămpănit sacadat, specific. Corpul caprei, de la ceafă până jos, este îmbrăcat cu pânză groasă de sac sau blană de capră, care atârnă pe jos, ca o fustă deformată. Capra stă poziționată în stare bipedă și, mai puțin, în stare patrupedă. Masca caprei descrisă aici apare în toată Valea Vâlsanului.
Stăpânul caprei este un țăran sau un țigan. Țăranul este îmbrăcat în port național sau în costum orășenesc. Acest protagonist intră în distribuția jocului în perioada interbelică. Țiganul se îmbracă sărăcăcios, poartă un joc întors, o căciulă uzată și are fața și mâinile înnegrite cu funingine. Oricare ar fi stăpânul, el ține în mână o bâtă și deseori un lanț de care este legată capra.      
Cântărețul cântă vocal, deseori alături de stăpân și acompaniază din instrument (vioară, acordeon, tobă) „cântecul caprei”. Muzica și clămpănitul sacadat al caprei marchează prezența acesteia pe ulițele satului și concentrează privirile oamenilor.            
Odată sosit momentul jocului, tinerii cu capra, adunați la casa unuia dintre ei, pornesc să colinde, de obicei de la un cap de sat, casă cu casă. Jocul caprei de tipul nordic se desfășoară după această schemă, cu trei momente: 1. încuviințarea jocului + 2. cântecul caprei + 3. urarea.            
Ajuns la partea gospodarilor. stăpânul caprei cere încuviințarea acestora de a juca capra: „Primiți capra?” În cazul afirmativ, Capra intră în curte sau intră în casă. În majoritatea cazurilor, sala casei și locuința gospodarilor formează scena de desfășurare a jocului caprei. Intrați în scenă, stăpânul și cântărețul intonează „cântecul caprei”: „Vine capra dă la munte, / Ța!, căprițo, țac! țac! /  Cu steluțe albe-n frunte, / Ța!, căprițo, țac! țac! / Capra noastră cea frumoasă / Ța!, căprițo, țac! țac! S-a gătit ca o mireasă. / Ța!, căprițo, țac! țac! /  Capra noastră cu cercei / / Ța!, căprițo, țac! țac! / Să nu vă legați dă iele. Ța!, căprițo, țac! țac! /  Asta-i capra adevărată / Ța!, căprițo, țac! țac! /  Fără coarne-ncornorate / Ța!, căprițo, țac! țac! / Pă la coarne încornorate / Ța!, căprițo, țac! țac!  Pă la coadă colorată. / Ța!, căprițo, țac! țac! / Capra noastră când mânca / Ța! căprițo, țac! țac! / Avea lapte ca vaca. / Ța, căprițo, țac! țac! Și la anu tot așa! Ța! căprițo, țac! țac! ”.
Ultimul moment al jocului îl constituie urarea adresată gospodarilor de către stăpânul caprei și cântăreț. Este o urare directă, tradițională: „La anu și la mulți ani!”.                          
Prin distribuția și scenele restrânse din joc, tipul nordic este cel mai simplu, celelalte tipuri fiind dezvoltate prin completarea cu scene a tipului primar.                          
II. TIPUL SUDIC
Acest tip este răspândit în așezările (sate și cătune) din sudul Văii Vâlsanului. În așezările din sud, acest tip este extrem de frecvent. Numărul caprelor pe sat, din unele așezări (Zărnești, Bunești, Valea Mărului) trece peste cifra 7. Jocul caprei se practică aici în ziua de Anul Nou. Întrucât tipul sudic este mai complet decât cel nordic, pregătirea lui în cele 2 săptămâni este intensă. La jocul acestui tip participă 4-5 personaje, personajul important rămânând tot capra. Masca ei este mai bine ornamentată, capul de lemn fiind îmbrăcat cu blană de capră. Deseori urechile sunt reale, tăiate de la o capră moartă iar sub bot i se atârnă o barbă de blană.                          
Datorită așezării izolate a satelor, tipul sudic se prezintă în trei variante distincte. Variantele, notate alfabetic, se deosebesc prin numărul personajelor și prin suma momentelor jocului.                          
Varianta a. este practicată în Zărnești, Popeasca ș.a., mai ales de tineri în vârstă de 13-16 ani. La jocul caprei participă: 1. capra, 2. țiganul, 3. negustorul și 4. cântărețul. Cu excepția negustorului, toate celelalte personaje se întâlnesc în tipul precedent. Aici își păstrează aproape aceleași funcții. Negustorul, care joacă un rol important alături de stăpân, este îmbrăcat cu un costum închis la culoare și poartă pălărie sau căciulă. Prezența negustorului în joc introduce o nouă scenă - scena tocmelii caprei - între scenele prezentării „animalului” și urării tradiționale. La această scenă, participă direct, cu excepția cântărețului, toate personajele. Atunci schema desfășurării jocului cuprinde: 1. încuviințarea jocului + prezentarea caprei + 3. tocmeala ei + 4. urarea.                          
Primele două scene (1-2) au o desfășurare aproximativ similară cu cele de la tipul precedent. O anumită deosebire apare la al doilea moment, la prezentarea caprei. Grupul vocal, alcătuit acum din țigan, negustor și cântăreț relevă în plus, la prezentarea generală a caprei, și „aptitudinile” ei coregrafice. Jocul și pantomima caprei, care domină scena, sunt deci mai complexe. Coregrafic, jocul scenic al caprei debutează cu un joc obișnuit, ca la tipul nordic, și se continuă, potrivit cântecului, cu improvizații fragmentare din jocurile populare cunoscute (ungureasca, perinița).                                                      
Prezentarea caprei este urmată de scena tocmelii ei, scenă întâlnită și în jocurile de capră din alte zone. Aici scena, introdusă în joc din perioada interbelică, se desfășoară între două personaje interesate, între un negustor și un țigan, pe un ton de confruntare: „Negustorul: Măi țigane, cât ceri pă capra asta? Țiganul: Trei sute de lei nu faci tu cu toți puradeii tăi și cu toată casa ta! Țiganul: Dar capra mea dă 6 kg. dă lapte și 3 kg. dă măsline. Negustorul: Ia s-o căutăm, mă! (negustorul merge la capră și o pipăie. Capra: Mee!”.                                                     
Jocul se încheie cu urarea tradițională. Spre deosebire de urarea în proză din tipul nordic, urarea de aici, precedată de motivarea supărării caprei, este cântată de grupul vocal: „Asta-i capră supărată, / C-a plecat pâciu-n armată! / Țac!, țac!, țac!, căprițo, țac! / Asta-i capra din Vâlsan / Vă urează: La mulți Ani!”.
Concomitent, capra își reia jocul și clămpănitul ritmic cu mai multă energie. Primind „darul”, ea pleacă apoi la alte gospodării.                                                     
Varianta a este cea mai simplă variantă a tipului sudic dar mai complexă decât tipul nordic. În anul 1969 a apărut într-o formă ușor modificată în nordul Vâlsanului, la Brăduleț. Este diferită numai prin distribuția personajelor - capra, românul, țiganul și fluierașul - și prin funcțiile inversate ale personajelor principale - românul-stăpânul caprei, țiganul-negustor.
Varianta b. Această variantă este răspândită în satele Bohari, Bădiceni, Bunești. Personajele, în număr de 4-5, se compun din: 1. capra, 2. țigan, 3. țigancă, 4. negustor și 5. cântăreț. Numai țiganca apare ca un nou personaj, având un rol secundar în scenă și anume de sfătuitoare a soțului la vânzarea caprei. Personajul feminin unic în joc este costumat în haine feminine uzate și are fața și mâinile înnegrite cu funingine. Restul personajelor continuă să-și păstreze masca și, cu un plus de sarcini, funcțiile. Desfășurarea jocului cuprinde cinci momente: 1. încuviințarea + 2. prezentarea caprei + 3. tocmeala ei + solicitarea darurilor + 5. urarea.                                                      
Desfășurarea jocului din varianta b este mai amplă și mai complicată decât în varianta precedentă, chiar dacă schema ei nu dezvăluie totul. Identice sunt numai momentele extreme: încuviințarea jocului (1) și urarea (5). În varianta b, cântecul caprei (2) este amplificat cu câteva versuri noi, destinate să accentueze veselia, ca: „Asta-i capra din Bohari, / Adusă de doi golani. / Țac!, țac!, căprițo, țac! / Asta-i capra din Sinaia / Și-a spart capu cu tigaia. / Țac!, țac!, căpriță, țac!”.
Jocul din varianta b are o întreagă succesiune de momente: 1. comunicarea prețului caprei + 2. motivarea vânzării ei + 3. discuția dintre țigan și țigancă + 4. aflarea melicului caprei.                                                                                                            
Secvențele cu motivarea vânzării caprei și cu discuția dintre soț și soție sunt cu totul inedite. Introducerea motivării vânzării caprei are un suport rațional, însă expunerea are o funcție artistică. Cu această secvență, jocul câștigă în atmosfera umoristică.                                                                                                             
Momentul cu discuția despre preț dintre țigan și soție este simplu. La întrebarea țiganului de a vinde capra cu prețul oferit de negustor, soția sa îi răspunde negativ. Este singura intrare a țigăncii în scenă, a cărei prezență este decorativă. Momentul vine să întărească menținerea prețului ridicat al caprei și să determine pe negustor să-l accepte.                                                                                                                                                                                                                        
Scena tocmelii caprei este urmată de solicitarea darurilor „speciale”: „Ieși, tovarășe, cu vinu, / Că-i vine caprei leșinu! / Țac!, țac!, căprițo, ța! /  Dă i-ai da și-un zăhărel, / Să joace mai frumușel. / Țac! țac!, căprițo, ța! / Dă i-ai da și-un cozonac, / Să joace capra cu drag. / Țac! Țac!, căprițo, ța!”.
Jocul caprei se încheie cu tradiționala urare: „La anu și la mulți ani!”. La despărțire, gospodarii oferă „darul”, bani, și cinstesc cu „băutură” și cozonaci pe flăcări.                                                                                                                                                                                                                        
Prin distribuția bogată și prin multitudinea secvențelor jocului, de un comic profund, varianta b este superioară variantei precedente.                                                                                                                                                                                                                        
Varianta c - ultima variantă a tipului sudic are aria de răspândire în satele Zărnești, Calotești, Mănești, Valea Mărului. La desfășurarea jocului participă același număr de personaje ca în varianta b, având însă funcții mai complexe. Schema de desfășurare a jocului este următoarea: 1. încuviințarea + 2. prezentarea caprei + 3. tocmeala și moartea ei + 4. episodul construirii unei mănăstiri + 5. solicitarea darurilor + 6. urarea.                                                                                                                                                                                                                                                                                                                                                                                                                                                                                                                                                                                                                                                                        
Varianta c, în comparație cu cea precedentă, conține un joc mai amplu, cu 6 scene. Posedă o scenă structurată (3) și o scenă nouă (4), inedită. Celelalte scene, în număr de 4 (1,2,5,6) sunt, cu ușoare modificări stilistice și compoziționale, identice cu cele din varianta b.
La analiza variantei c interesează elementele noi - scena amplificată și cea inedită. Scena amplificată este scena tocmelii . În noua ei structură, cuprinde 4 momente: 1. comunicarea prețului caprei + 2. căutarea ei de lapte și lovirea negustorului + 3. „moartea” caprei + 4. ridicarea acesteia.                                                                                                                                                                                                                                                                                                                                                                                                                                                                                                                                                                                                                                                                         
Tocmeala de aici este mai directă. Vânzătorul și cumpărătorul nu mai duc discuții despre greutățile familiale ale primului. Negustorul după cunoașterea prețului, trecând la alt moment, cercetează practic capra, ca să știe ce preț oferă, dar este lovit violent atunci de capră, cu piciorul. În secvența următoare, negustorul refuză în pofida justificărilor țiganului - s-o mai cumpere și aruncă cu un ban în ea: Negustorul scoate un ban și lovește în capră: „Ăsta-i țap afurisit, / Dă la munte coborât, / Ce sare din stâncă-n stâncă, / Să mă bage-n râpă adâncă. / Mai bine na un ban / și dă-te cu capra dă mal!”. Țiganul spune: „Aoleu, conașule, mi-ai omorât capra!”. În secvența următoare se trece la „învierea” caprei.                                                                                                                                                                                                                                                                                                                                                                                                                                                                                                                                                                                                                                                                          
Succesiunea rapidă a momentelor, introducerea oportună a surprizelor și prezența comicului de situații fac să se degajeze din scena tocmelii și a morții caprei un comic robust. Această variantă întrece pe celelalte variante ale sale.                                                                                                                                                                                                                                                                                                                                                                                                                                                                                                                                                                                                                                                                         
Noua scenă din joc evocă, într-o atmosferă de umor, cunoscutul episod al construirii unui lăcaș de cult de către țigani. Cântat de grupul vocal, episodul (o sinteză) este inspirat din snoavele populare despre țigani: „Țiganii se sfătuiră / Jalamandrino, jalamandra / Să zideasc-o mănăstire / Jalamandrino, jalamandra / Agățase o căldare / Jalamandrino, jalamandra / Și-n loc dă clopot mic, / Jalamandra, jalamandra. / Agățase un ibric. / Jalamandrino, jalamandra”.                                                                                                                                                                                                                                                                                                                                                                                                                                                                                                                                                                                                                                                                          
III. TIPUL COSTEȘTI-VÂLSAN („Capra și Ursul”).  Aria sa de răspândire: satele Costești, Valea Muscelului și, în perioada anilor 1944-1954, Robaia. Local, tipul se cunoaște sub denumirea de Capra și Ursul. În cele două așezări, oarecum izolate, tipul este foarte frecvent și așteptat cu interes.                                                                                                                                                                                                                                                                                                                                                                                                                                                                                                                                                                                                                                                                           
Întrucât acest tip este cel mai complicat, pregătirile sunt extrem de intense și antrenează tineri în vârstă de 16-20 de ani. La acest tip participă obișnuit: 1. capra, 2. țiganul de capră, 3. ursul, 4. țigan de urs (ursar), 5. negustorul (boierul). Jocul evoluează în două mari scene: a) Jocul caprei și b) Jocul ursului. La prima scenă participă direct capra, țiganul de capră și negustorul. În noul tip, funcțiile lor rămân aproape neschimbate. Numai negustorul cumulează uneori, la cântece, funcția de cântăreț instrumentist. În privința măștii caprei, ea e mai apropiată de realitate (deseori cu capul și corpul acoperite cu blană de capră).                                                                                                                                                                                                                                                                                                                                                                                                                                                                                                                                                                                                                                                                           
Jocul „Capra și ursul” evoluează în noaptea de Anul Nou. Cuprinde, fapt anticipat, două scene distincte: a) jocul caprei și b) jocul ursului. Primul joc se desfășoară potrivit unei scheme oarecum cunoscută: 1. încuviințarea + 2. prezentarea caprei + 3. tocmeala și „moartea” ei + 4. reluarea prezentării caprei.                                                                                                                                                                                                                                                                                                                                                                                                                                                                                                                                                                                                                                                                           
Întreaga scenă a jocului ursului este plină de comic, generat de versurile cântate, de muzica specifică și de gesturile surprinzătoare ale ursului. Personajele de la jocul caprei, îndeosebi capra, nu stau indiferente, căci, chiar dacă nu iau parte direct la joc, mimează într-un fel specific, menținându-se legătura între personaje.                                                                                                                                                                                                                                                                                                                                                                                                                                                                                                                                                                                                                                                                          
Spectacolul se încheie cu cunoscuta urare tradițională spusă de toți: „La anu și la mulți ani! / Să trăiți!”.                                                                                                                                                                                                                                                                                                                                                                                                                                                                                                                                                                                                                                                                          
Primesc darul printr-un jucător anume și pleacă. Uneori sunt cinstiți cu băutură.                                                                                                                                                                                                                                                                                                                                                                                                                                                                                                                                                                                                                                                                          
Prezența unor noi personaje (urs și ursar) și multitudinea secvențelor pline de comic fac ca tipul Costești-Vâlsan să fie tipul cel mai spectaculos și cel mai interesant dintre toate tipurile de capră din Valea Vâlsanului. Prin a doua scenă, el conține unele asemănări cu alaiul caprei din Moldova fără însă a fi un asemenea tip de teatru.                                                                                                                                                                                                                                                                                                                                                                                                                                                                                                                                                                                                                                                                                                                                                                                                                                                                                                                                                                                                                                                                                                                                                                                                                                                                                                                                                      